# Лолетт Пайо
Лолетт Пайо (17 квітня 1910 — 1 лютого 1988) — колишня швейцарська тенісистка.
Найвищу одиночну позицію світового рейтингу — 4 місце досягла 1932 року (за А. Воллісом-Маєрсом).
Перемагала на турнірах Великого шолома в змішаному парному розряді.

## Турнір титули

### Парний розряд
| Результат | Рік  | Турнір      | Покриття | Партнерка       | Суперниці                  | Рахунок  |
| --------- | ---- | ----------- | -------- | --------------- | -------------------------- | -------- |
| Перемога  | 1932 | Мастерс Рим | Ґрунт    | Колетт Розамбер | Дороті Ендрюс Луча Валеріо | 7–5, 6–3 |

### Мікст
| Результат | Рік  | Турнір                               | Покриття | Партнерка      | Суперниці                            | Рахунок       |
| --------- | ---- | ------------------------------------ | -------- | -------------- | ------------------------------------ | ------------- |
| Перемога  | 1935 | Відкритий чемпіонат Франції з тенісу | Ґрунт    | Марсель Бернар | Сільві Юнґ Анротен Андре Мартен-Леже | 4–6, 6–2, 6–4 |